# The Judgment Day
Il Judgment Day è una stable di wrestling attiva in WWE dal 2022.

## Storia

### La formazione e la leadership di Edge (2022)
Nella puntata di Raw del 21 febbraio 2022 Edge indisse una open challenge a qualsiasi wrestler del roster in vista di WrestleMania 38; la settimana successiva AJ Styles rispose alla sfida, ma fu brutalmente attaccato dallo stesso Edge con due sediate alla schiena effettuando un turn heel.
Il 3 aprile, nella seconda serata di WrestleMania 38, Damian Priest favorì la vittoria di Edge contro Styles distraendo quest'ultimo prima che potesse eseguire la sua mossa finale.
Il giorno dopo, a Raw, Edge annunciò la nascita di un nuovo tag team denominato Judgment Day. L'8 maggio, a WrestleMania Backlash, Styles venne sconfitto nella rivincita da Edge dopo essere stato distratto da Rhea Ripley, la quale si aggiunse ufficialmente alla stable il giorno seguente a Raw. In seguito il Judgment Day continuò la faida con AJ Styles, a cui si aggiunsero Finn Bálor e Liv Morgan, e i 6 si sfidarono a Hell in a Cell dove il Judgment Day ne uscì vincitore. Il giorno dopo a Raw Edge annunciò Balor come nuovo elemento, ma quest'ultimo, insieme agli altri membri, attaccarono l'ormai ex-leader estromettendolo dalla stable.

### La rivalità con i Mysterios e l'O.C. (2022)

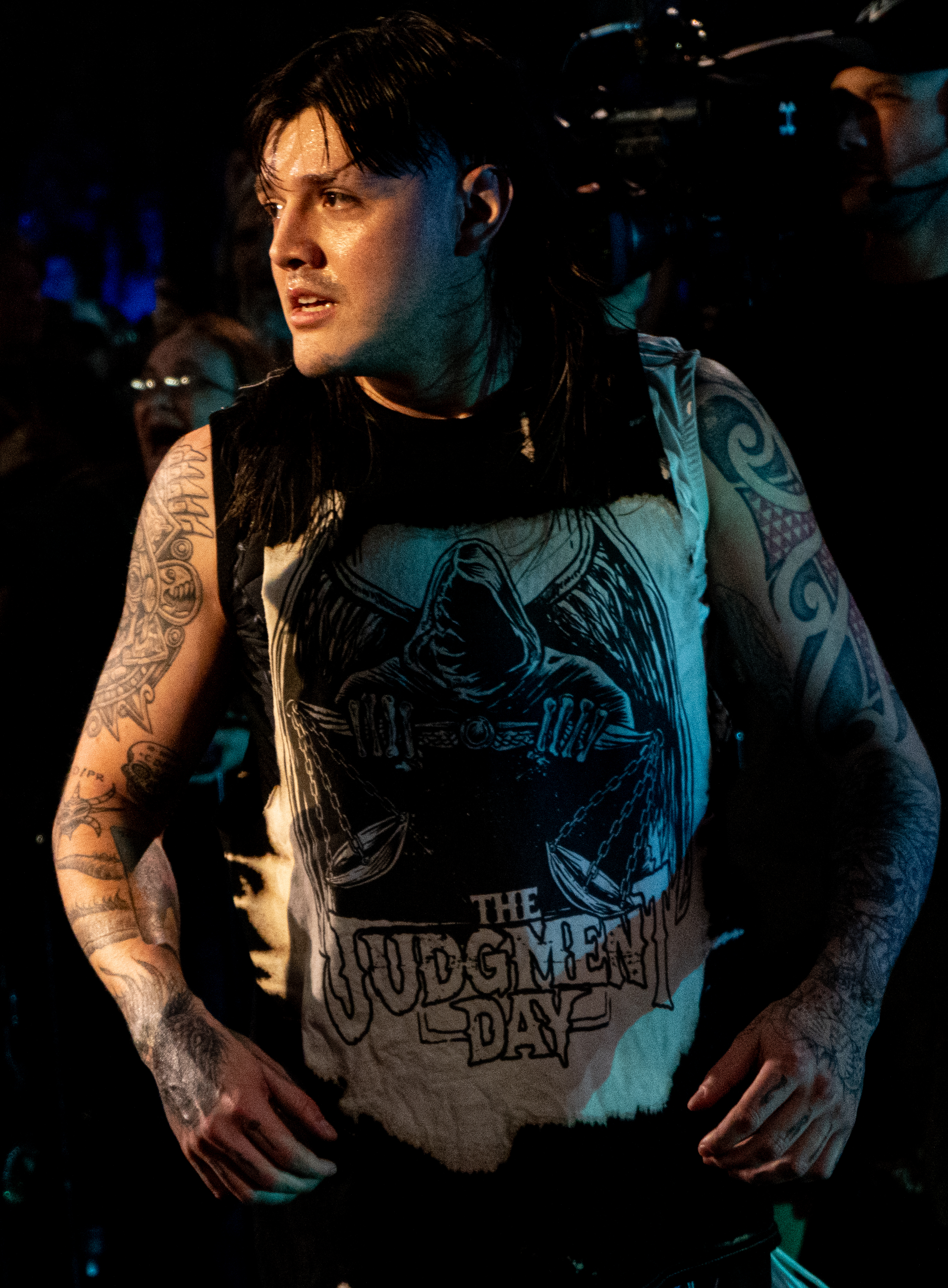
Dominik Mysterio si è unito alla stable nel settembre 2022 dopo aver tradito il padre Rey a Clash at the Castle 2022

Il Judgment Day iniziò una faida con i Mysterios (Rey Mysterio e Dominik Mysterio) nel tentativo di reclutare Dominik nei loro ranghi. Bálor e Priest sono stati sconfitti dai rivali a SummerSlam 2022 dopo l'interferenza del rientrante Edge. A Clash at the Castle, Bálor e Priest vengono sconfitti da Edge e Rey. Dopo il match però Dominik attaccò Edge con un low blow, seguito da una clothesline a Rey, facendo un turn Heel per la prima volta nella sua carriera. Dominik si è unito ufficialmente a Judgment Day nella puntata successiva di Raw, aiutando il gruppo ad attaccare i rivali.
La settimana seguente, Edge sconfisse Dominik per squalifica dopo l'interferenza degli altri membri della stable, che attaccarono Edge con una sedia d'acciaio, terminando l'attacco posizionando la sedia sulla gamba di Edge e Bálor eseguendo un Coup de Grâce sulla sedia. Dopo due settimane Edge decise di sfidare Bálor in un "I Quit" match durante l'evento in pay-per-view, Extreme Rules 2022. La vittoria è ancora del Judgment Day, grazie anche l'interferenza di Rhea Ripley.
Dopo aver sistemato Edge, la stable riprovò a reclutare AJ Styles, ma rifiutò in diverse occasioni. Nella puntata di Raw del 10 ottobre, Styles accettatò l'offerta, ma per via del ritorno di Luke Gallows e Karl Anderson cambiò idea. Per questo iniziò una rivalità tra le due stable, a Crown Jewel, Bálor, Priest e Dominik sconfissero l'O.C. dopo l'interferenza di Ripley. Nella puntata seguente di Raw, per contrastare la Ripley nelle file dell'O.C. tornò anche Mia Yim.
A Survivor Series del 26 novembre, Bálor e Ripley furono sconfitti da AJ Styles e Mia Yim. Nella puntata successiva di Raw, The Judgment Day batté l'O.C. in un eight-person mixed tag team match ponendo così fine alla loro faida.

### Le prime cinture (2023)
Dalla puntata del 9 gennaio del 2023, Bálor e Priest iniziano a provare a vincere il World Tag Team Championship, ma non riescono a sconfiggere gli Usos (Jey Uso e Jimmy Uso). Alla Royal Rumble tutti i membri della stable hanno partecipato all'incontro, con Bálor e Priest che sono stati eliminati da Edge mentre Dominik dal vincitore finale Cody Rhodes. Nella Royal Rumble femminile, invece, è proprio Rhea Ripley a vincere diventando la prima donna a vincere la Royal Rumble come prima partecipante. Nella puntata seguente di Raw, Ripley ha dichiarato che sfiderà a WrestleMania 39, Charlotte Flair per il Women's World Championship.
A Elimination Chamber, il 18 febbraio, Damian Priest partecipa all'evento per il WWE United States Championship ma viene vinto da Austin Theory. A WrestleMania 39, Dominik viene battuto da suo padre dopo l'interferenza del Latino World Order (LWO) e Bad Bunny. Nella stessa sera, Ripley ha sconfitto Flair vincendo il WWE SmackDown Women's Championship, diventando la settima campionessa della Triple Crown femminile, la quinta campionessa del Grande Slam femminile e dando alla stable il loro primo titolo. 
A Backlash, Ripley difende con successo il titolo contro Zelina Vega.. Balor e Priest parteciparono al torneo per il nuovo World Heavyweight Championship, la cintura dei pesi massimi, ma entrambi vengono eliminati dal futuro campione, Seth Rollins. A Night of Champions, Ripley ha sconfitto Natalya in 70 secondi per mantenere il suo titolo, il quale poi viene rinominato Women's World Championship.
Nell'evento Money in the Bank, Priest riesce a vincere la valigetta sconfiggendo Ricochet, Shinsuke Nakamura, LA Knight, Santos Escobar, Butch e Logan Paul. Nella stessa sera Bálor venne sconfitto da Rollins in un incontro per la cintura dei pesi massimi a causa della distrazione involontaria di Priest. Le tensioni all'interno del Judgment Day si sono presto concluse dopo che Bálor, Priest e Dominik hanno sconfitto Rollins e gli Undisputed WWE Tag Team Champions Kevin Owens e Sami Zayn in un six-man tag team match grazie all'interferenza di Ripley. La settimana seguente, Dominik e Priest sfidano Kevin Owens e Sami Zayn per i titoli di coppia, ma a trionfare sono i campioni. La notte successiva però a NXT, Dominik sconfigge Wes Lee diventando il nuovo NXT North American Championship dopo l'interferenza degli altri membri del Judgment Day.

### Nuove cinture e nuovi membri (2023)
Dominik, nelle settimane seguente difende il suo titolo con successo prima contro Pete Dunne e poi contro Sami Zayn. Intanto, Finn Bálor, a SummerSlam 2023 non riuscì a vincere il World Heavyweight Championship contro Rollins nonostante l'interferenza di Priest. Nella puntata successiva di Raw i due arrivano pure a litigare. La pace però arriva a Payback 2023 quando il duo riesce a vincere l'Undisputed WWE Tag Team Champions contro Owens e Zayn in un Pittsburgh Steel City Street Fight grazie all'interferenza di Dominik, Ripley e JD McDonagh. Quest'ultimo divenuto associato alla stable dal 5 aprile 2023. 
Al evento No Mercy 2023, Dominik termina il suo primo regno dopo 74 giorni perdendo contro Trick Williams, ma nella rivincita in una puntata di NXT il ragazzo del Judgement Day riesce a riprendersi il titolo. Anche Priest e Bálor perdono il titolo di coppie contro Cody Rhodes e Jey Uso dopo che McDonagh colpì accidentalmente il ginocchio di Priest con la valigetta, ponendo fine al loro primo regno a 35 giorni, ma anche in questo caso, il duo riconquista il titolo nel rematch 9 giorni dopo grazie al intervento di Jimmy Uso. 

### Dissensi e tradimenti (2024-presente)
Durante l'assenza per infortunio di Rhea Ripley, Liv Morgan, detentrice del Women's World Championship inizia a provarci con Dominik Mysterio, il quale in un primo momento la rifiuta ma in seguito inizia a dare segni di cedimento. Morgan inizia anche ad aiutare la stable e con la sua interferenza fa vincere il World Tag Team Championship a Bálor e McDonagh che sconfiggono The Miz e R-Truth. Morgan si dimostra determinante anche in un mixed tag team match, in cui aiuta Dominik Mysterio a sconfiggere Zelina Vega e per la prima volta suo padre, Rey Mysterio. Dopo il match, Dom e Morgan festeggiarono la vittoria prima di essere affrontati dalla rientrante Rhea Ripley.
Il 3 agosto, a SummerSlam, Ripley sfida Morgan per il titolo, ma è Morgan a trionfare grazie al tradimento di Mysterio che si allea con la campionessa. Priest, nella stessa notte, perde il suo titolo contro Gunther dopo un regno di 118 giorni. La sconfitta arriva per colpa della interferenza di Finn Bálor, che tradisce l'amico..
Dopo l'uscita dal Judgment Day, Priest rimane legato a Ripley, anche lei uscita dalla stable in seguito ai fatti di SummerSlam. I due iniziarono una feroce faida con i loro ex alleati. A Bash in Berlin il 31 agosto, Dominik Mysterio e Liv Morgan vengono sconfitti dai due ex alleati in un mixed tag team match. Nella puntata di Raw del 2 settembre, Rhea Ripley venne infortunata da Liv Morgan al ginocchio e più tardi Damian Priest, con l'aiuto di Jey Uso, sconfisse JD McDonagh e Finn Balòr.
Il 6 gennaio, nella prima puntata di Raw su Netflix, Rhea Ripley sconfisse Liv Morgan riconquistando il titolo femminile e nella puntata successiva Damian Priest sconfisse Finn Balòr in uno Street Fight nonostante le varie interferenze ponendo fine quindi alle due rivalità.
A WrestleMania 41 sia Dominik Mysterio che Finn Bàlor partecipano ad un Fatal 4-Way per il titolo intercontinentale che comprendeva anche il campione Bron Breakker e Penta e a vincere fu Dirty Dom schienando il suo compagno di stable.

## Nel wrestling

### Mosse finali

#### In coppia
- Razor's Edge di Priest seguita dal Coup de Grâce di Bálor

#### In singolo
- Edge
  - Spear
- Finn Bálor
  - Coup de Grâce (Diving foot stomp)
- Damian Priest
  - Hit the Lights (Rolling cutter)
  - South of Heaven (Sitout Chokeslam)

- Rhea Ripley
  - Prison (Vertical cloverleaf)
  - Riptide (Pumphandle powerbomb)
- Dominik Mysterio
  - 619 (Tiger feint kick su un avversario alle corde)
  - Frog Splash (Frog splash)
- JD McDonagh
  - Devlin Side (Deadlift Saito Suplex)

## Titoli e riconoscimenti
- Pro Wrestling Illustrated
  - Faction of the Year (2023)[34]
  - Most Hated Wrestler of the Year (2023) - Dominik Mysterio

- WWE

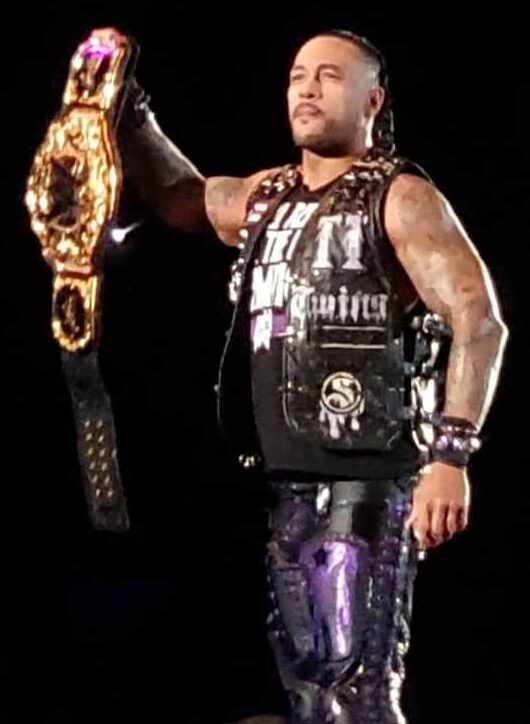
Damian Priest durante la sua permanza nella stable ha vinto la cintura dei pesi massimi

  - NXT North American Championship (2) – Dominik Mysterio[18]
  - WWE SmackDown Tag Team Championship (2) – Finn Bálor e Damian Priest[35]
  - Women's World Championship[36] (1) - Rhea Ripley (1)[11], Liv Morgan (1)
  - World Heavyweight Championship (1) – Damian Priest[37]
  - World Tag Team Championship (4) – Finn Bálor (4), Damian Priest (2), JD McDonagh (2)[38]
  - WWE Women's Tag Team Championship (3) – Liv Morgan (2), Raquel Rodriguez (3), Roxanne Perez (1)
  - WWE Intercontinental Championship (1) – Dominik Mysterio (1)
  - Women's Royal Rumble (edizione 2023) - Rhea Ripley[39]
  - Slammy Award (4)[40]
    - Faction of the Year (2024)
    - Female Superstar of the Year (2024) - Rhea Ripley
    - Match of the Year (2024) - Rhea Ripley vs Charlotte Flair
    - Villain of the Year (2024) - Dominik Mysterio

- Wrestling Observer Newsletter
  - Women's Wrestling MVP (2023) - Rhea Ripley[41]